# Lempur Tengah
Lempur Tengah is een bestuurslaag in het regentschap Kerinci van de provincie Jambi, Indonesië. Lempur Tengah telt 1657 inwoners (volkstelling 2010).